# کلیسای سنت جان، ریگا
کلیسای سنت جان (لتونیایی: Svētā Jāņa Evaņģēliski luteriskā baznīca) یک کلیسای لوتریان در ریگا، پایتخت لتونی است. این کلیسا، یک کلیسای محلی (پَریش) از کلیسای انجیلی لوتری لتونی است.